# Урочище Когутик
Урочище Когутик розташоване біля північної околиці міста Дрогобич, поблизу мікрорайону Гирівка, поряд зі селами Старе Село, Залужани, Рихтичі. Тут було досліджено залишки поселення епохи ранньої бронзи (кінець III тисячоліття до нашої ери), а також розкопані три кургани культури шнурової кераміки.
Серед відомих археологів, які проводили розкопки в урочищі, був Володимир Деметрикевич.
В урочищі росте одноіменний ліс та розташованае садівниче товариство "Бджілка".
Адміністративно землі урочища належать до Снятинського старостинського округу Дрогобицькогої громади Дрогобицького району Львівщини.

## Галерея

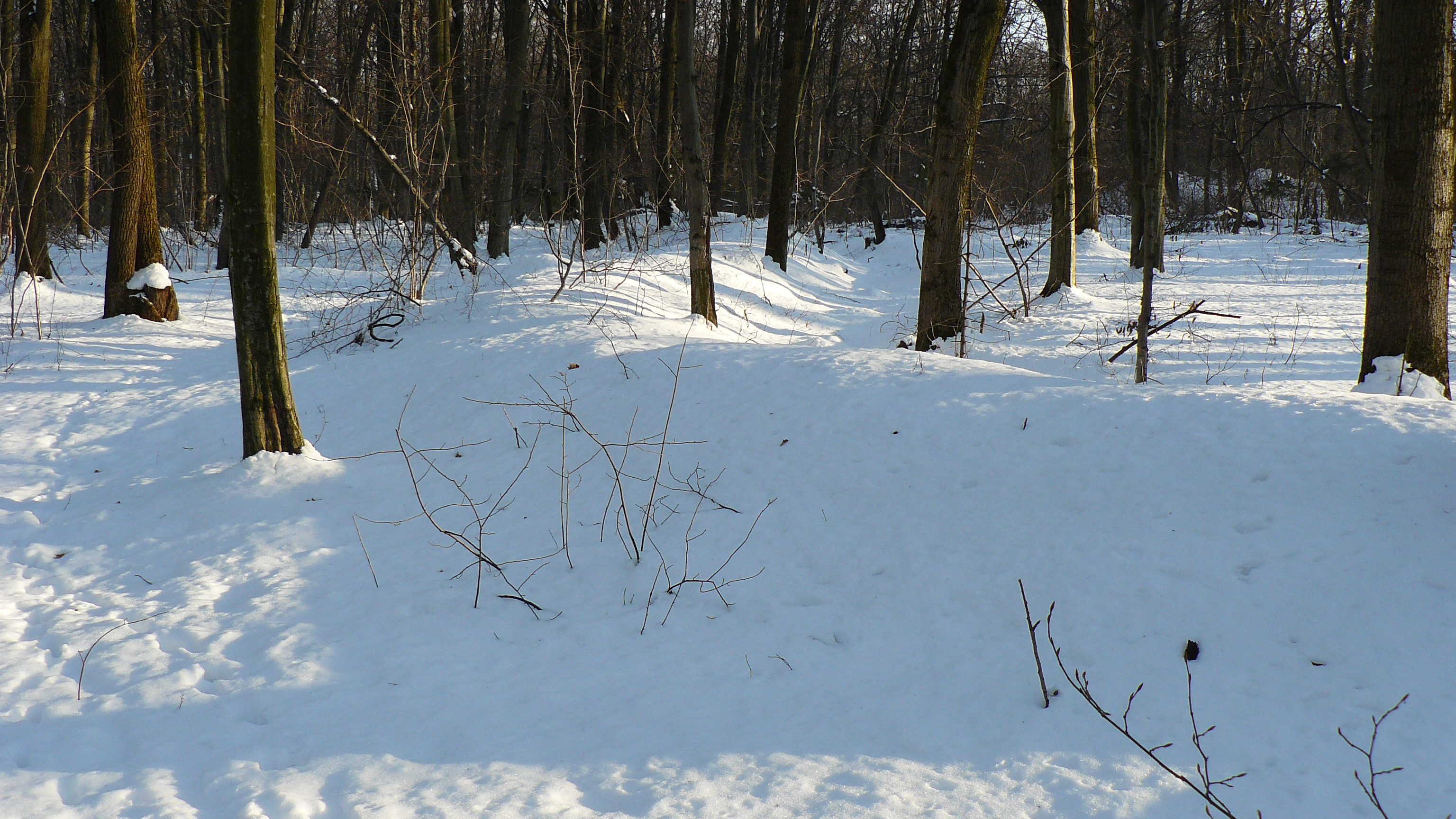
Вали в урочищі
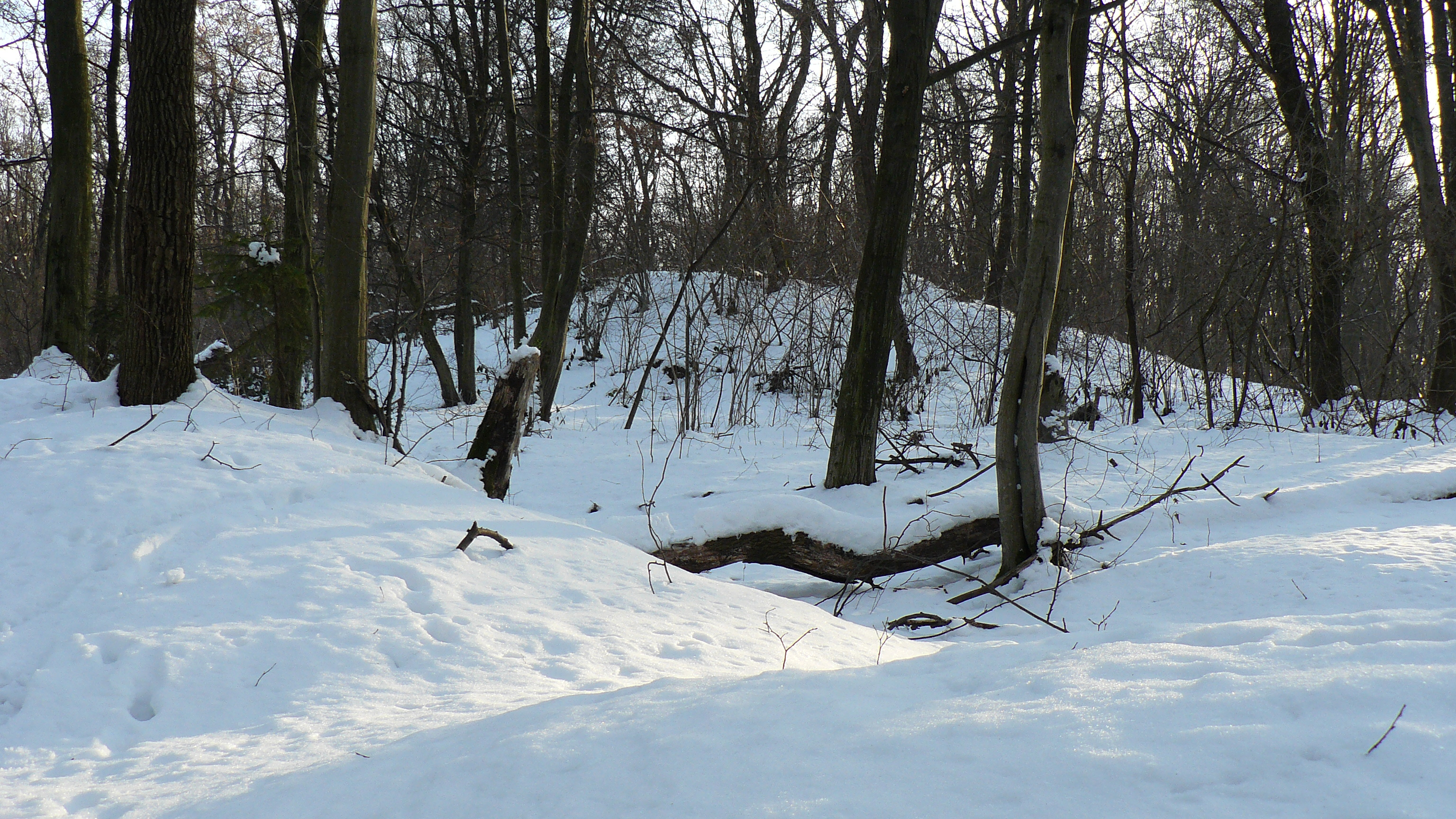
Курган в центрально-західній частині урочища
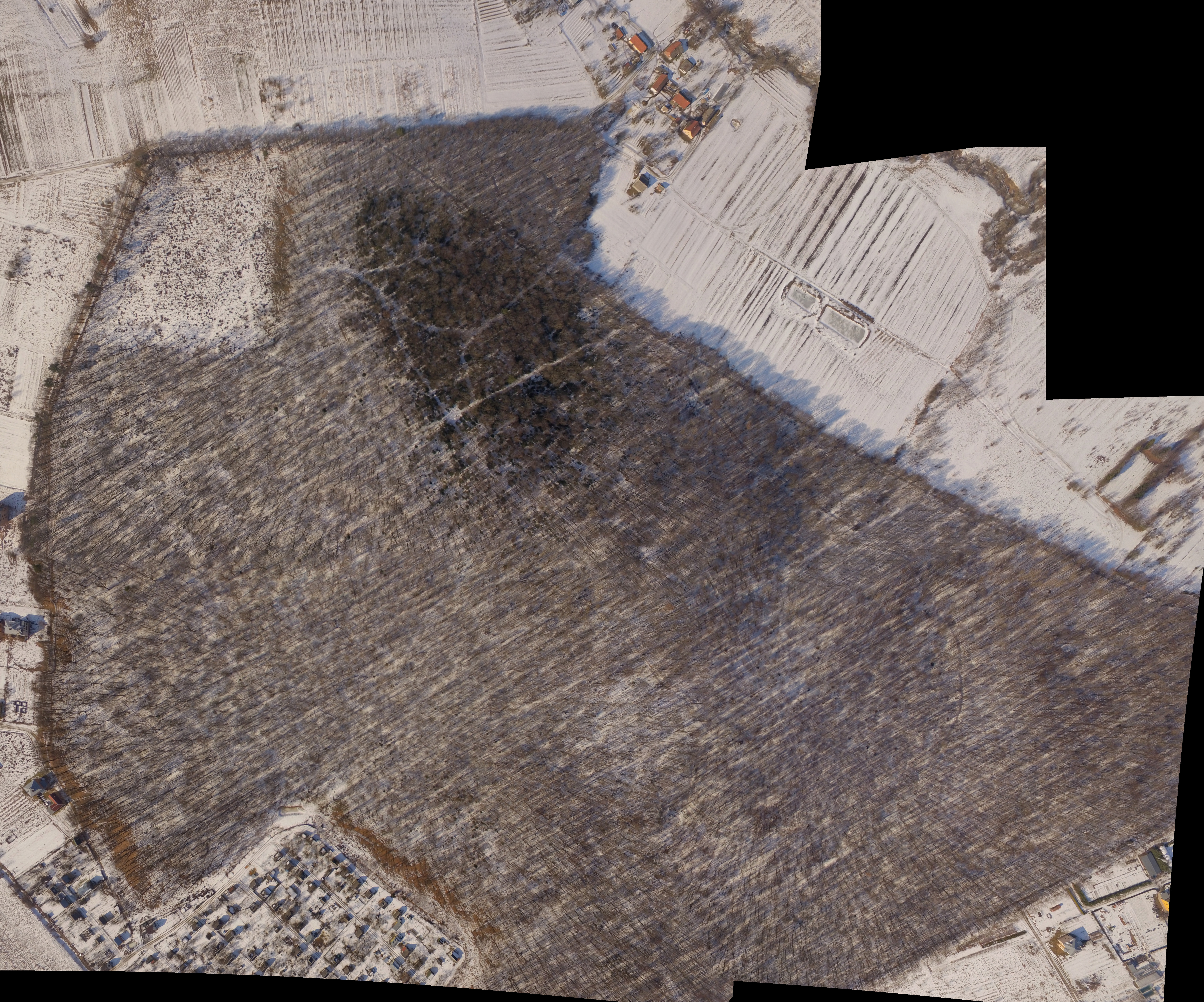
Аерозйомка курганів і валів